# Campeonato Mundial de Voleibol Feminino Sub-18 de 2005
O IX Campeonato Mundial de Voleibol Feminino Sub-18 foi realizado em 2005, em Macau (China) e foi vencido, pela segunda vez, pelo Brasil. Até então, a seleção brasileira já havia conquistado uma medalha de ouro (1997), quatro medalhas de prata (1989, 1991, 1999 e 2001), uma medalha de bronze (2003), e somente voltaria a conquistar a medalha de ouro em 2009.
O maior destaque brasileiro no torneio foi a ponteira/oposta Natália Zílio Pereira, que conquistou o título de MVP (Most Valuable Player), além de ter sido nomeada a melhor atacante da competição. No mesmo ano e com apenas dezesseis anos, Natália seria convocada pelo técnico José Roberto Guimarães para atuar na seleção adulta que disputaria a Copa dos Campeões no Japão, na qual o Brasil sagrou-se campeão. Desde então, Natália tem sido sempre convocada para a seleção brasileira adulta durante as principais competições internacionais, já tendo conquistado, dentre outras, a medalha de prata no Campeonato Mundial do Japão em 2010 e a medalha de ouro nos Jogos Olímpicos de Londres em 2012.
**Curiosidades:
*Um fato curioso sobre esse Mundial Sub-18 foi o surgimento da estrela russa Tatiana Kosheleva, que foi derrotada na partida final pela seleção brasileira e conquistou a honrosa medalha de prata. Após a despedida das superestrelas Gamova e Sokolova, a ponteira/oposta Kosheleva tornou-se uma das principais jogadoras da Rússia e tem liderado a equipe nacional de seu país, ao lado de Nataliya Goncharova, nos principais torneios mundiais.
*Outra curiosidade desse Mundial Sub-18 foi a decepção causada aos torcedores locais de Macau pelo fracasso da seleção chinesa. A China havia conquistado a medalha de ouro nos dois últimos Mundiais da categoria (2001 e 2003) e estava em busca do tricampeonato mundial consecutivo, mas fracassou e não conseguiu sequer chegar às semifinais. No Mundial seguinte (2007), a super potência asiática voltaria a conquistar a medalha de ouro da categoria.